# Brian Roberts (futbolista)
Brian Roberts (nacido el 28 de agosto de 1982 en Los Ángeles, California) es un futbolista estadounidense que actualmente juega para el Kansas City Wizards de la Major League Soccer.

## Trayectoria
| Período   | Club                |
| --------- | ------------------- |
| 2000-2003 | Universidad de Yale |

| Período | Club                | Partidos (goles) |
| ------- | ------------------- | ---------------- |
| 2004    | Minnesota Thunder   | 16 (0)           |
| 2005-   | Kansas City Wizards | 11 (0)           |

- Datos: Q4965145